# Jens Erik Rasmussen
Jens Erik Rasmussen (ur. 2 czerwca 1968 w Miðvágur) – farerski piłkarz występujący na pozycji pomocnika lub napastnika, 25-krotny reprezentant Wysp Owczych, trener piłkarski.

## Kariera klubowa
Wychowanek klubu MB Miðvágur, w którym w 1985 roku rozpoczął grę w piłkę nożną na poziomie seniorskim. Przez znaczną część kariery zawodniczej występował w klubach farerskich, zaliczając łącznie 181 spotkań w Effodeildin i zdobywając 51 bramek. Jako gracz HB Tórshavn zdobył mistrzostwo (1999) oraz dwukrotnie Puchar Wysp Owczych (1992, 1998). Występował również w klubach zagranicznych: w duńskich zespołach AC Horsens i Esbjerg fB (1. division) oraz w islandzkim Leiftur (Úrvalsdeild i 1. deild). Latem 2014 roku w wieku 46 lat zakończył grę w piłkę nożną będąc wówczas jednym z najstarszych czynnych piłkarzy w Europie.

## Kariera reprezentacyjna
24 sierpnia 1988 roku zadebiutował w reprezentacji Wysp Owczych w przegranym 0:1 meczu towarzyskim przeciwko Islandii. Ogółem w latach 1988–1997 rozegrał w drużynie narodowej 25 mecze i zdobył 2 bramki w spotkaniach przeciwko San Marino (1995) oraz Estonii (1997).

## Kariera trenerska
W sezonie 2003 pełnił funkcję grającego asystenta pierwszego trenera w FS Vágar. Rozgrywki zakończyły się zajęciem ostatniego miejsca w tabeli i degradacją klubu do 2. deild. W trakcie kariery zawodniczej pracował jako grający trener SÍ Sørvágur (2006) oraz MB Miðvágur (2012).

## Sukcesy
HB Tórshavn
- mistrzostwo Wysp Owczych (1999)
- Puchar Wysp Owczych (1992, 1998)